# Gran Premio Città di Camaiore 1970
Il Gran Premio Città di Camaiore 1970, ventiduesima edizione della corsa, si svolse il 3 maggio 1970 su un percorso di 220 km, con partenza e arrivo a Camaiore. La vittoria fu appannaggio dell'italiano Mauro Simonetti, che completò il percorso in 5h16'00", alla media di 41,772 km/h, precedendo i connazionali Ugo Colombo e Adriano Passuello.

## Ordine d'arrivo (Top 10)
| Pos. | Corridore          | Squadra       | Tempo    |
| ---- | ------------------ | ------------- | -------- |
| 1    | Mauro Simonetti    | Ferretti      | 5h16'00" |
| 2    | Ugo Colombo        | Filotex       | s.t.     |
| 3    | Adriano Passuello  | Dreher        | a 0'15"  |
| 4    | Davide Boifava     | Molteni       | s.t.     |
| 5    | Enrico Maggioni    | Ferretti      | s.t.     |
| 6    | Attilio Rota       | Dreher        | a 0'27"  |
| 7    | Marcello Bergamo   | Filotex       | a 1'13"  |
| 8    | Pietro Di Caterina | Faemino-Faema | a 1'16"  |
| 9    | Gösta Pettersson   | Ferretti      | a 1'17"  |
| 10   | Marino Basso       | Molteni       | a 1'20"  |